# Вейсьер, Гаэль
Гаэль Вейсьер (фр. Gaël Veyssière; 16 апреля 1972) — французский дипломат.

## Биография
Выпускник Высшей школы экономических и коммерческих наук (ESSEC). Имеет степень по истории Парижского университета.
С 1997 года — на дипломатической работе в Министерстве иностранных дел Франции, дважды работал в Постоянном представительстве Франции при ЕС, где служил пресс-секретарём, руководителем пресс-службы и руководителем отдела внешних связей Европейского Союза в МИДе.
Работал техническим советником офиса премьер-министра Франции Жана-Пьера Раффарена, в его компетенцию входили вопросы отношений со странами Европейского Союза, Балкан и Восточной Европы, был руководителем проектов генерального директора по вопросам политики безопасности, а также советником по переговорам в Постоянном представительстве Франции при ООН в Нью-Йорке . Также занимал должность заместителя пресс-директора Министерства иностранных дел Франции.
С 2017 по 2019 гг. — выполнял функции директора кабинета Мариэль де Сарнез и Натали Луазо, министров по европейским делам, и Амели де Моншален, государственного секретаря по делам Европы.
С 2019 по 2023 год — Чрезвычайный и Полномочный Посол Франции в Хорватии.
С 2023 года — Чрезвычайный и Полномочный Посол Франции на Украине.

## Награды
- Кавалер ордена «За заслуги» (24 ноября 2021 года, Франция)[2].
- Орден Князя Бранимира (14 июля 2023 года, Хорватия)[3].
- Офицер ордена «За заслуги» (2004 год, Румыния)[4].